# Pacific Rim Tour
Tournées par Whitney Houston
The Bodyguard World Tour
(1996) My Love Is Your Love World Tour
(1999)
Le Pacific Rim Tour était une tournée de concerts dans des arènes et de stades, donnés par la chanteuse américaine de Pop/ R&B Whitney Houston . La tournée comprenait 10 dates de concerts au Japon, à Taïwan, en Thaïlande, en Australie et aux États-Unis en 1997. La tournée s'appuyait sur son album, disque de platine en 1996, The Preacher's Wife .
- 20 mai, Bangkok : selon les spectateurs, « lorsqu'elle parlait et chantait les notes aiguës, elle avait l'air d'avoir un rhume. Mais elle a continué à chanter. Elle a dit 'ce soir, ma voix est grave.' Un membre de la famille royale (princesse) était dans le public et Whitney la fait preuve d'un grand respect." [1]
- 21 mai à Melbourne : Dionne Warwick et Bobby Brown ont rejoint Houston sur scène pour chanter "Step by Step".
- 22 mai, Melbourne : ce soir-là, les fans sont arrivés au Palladium Crown Entertainment Complex pour le deuxième concert de Whitney pour entendre qu'elle avait annulé son concert. Les invités ont appris qu'elle souffrait d'une "grave infection de la gorge" et que son medecin lui avait "conseillé de ne pas se produire"[1].
- 25 mai à Taipei : 45 000 personnes, et quelques surprises : Whitney a interprété "Freeway of Love" d' Aretha Franklin. Bobby Brown a interprété son tube pop " My Prerogative ", et ils ont proposé une version alternative en duo, avec un mélange du classique " Superstition " de Stevie Wonder[1].
- 29 mai, Hawaï : Bobby Brown a commencé son concert en chantant ses tubes. Whitney était déguisée et chantait au sein des chœurs pour Bobby. Selon les spectateurs, "quand elle est sortie, la foule s'est déchaînée. Elle chantait très bien malgré son rhume. Elle a terminé le concert avec "Step by Step".' [1]

## Set-list
1. I'm Every Woman
2. So Emotional
3. I Wanna Dance with Somebody (Who Loves Me)
4. Medley : All at Once / Saving All My Love for You / The Greatest Love of All
5. Queen of the Night
6. Change the World
7. My Name is Not Susan
8. All the Man That I Need
9. A Song for You (interprétée par Bobby Brown)
10. Exhale (Shoop Shoop)
11. Freeway of Love
12. Count on Me (avec CeCe Winans)
13. In Return
14. I Love the Lord
15. I Go to the Rock
16. My Prerogative
17. I Will Always Love You
18. Step by Step (en)
19. Something in Common

## Groupe musical
- Directeur musical – Rickey Minor
- Guitare basse, synthétiseur basse – Rickey Minor
- Claviers – Bette Sussman
- Trompette – Raymond Brown
- Claviers – Wayne Linsey
- Batterie : Michael Baker
- Percussions – Bashiri Johnson
- Guitares – Paul Jackson Jr.
- Saxophone, EWI – Gary Bias
- Trombone – Reginald Young
- Choristes – Gary Houston, Pattie Howard, Sharlotte Gibson, Valerie Pinkston-Mayo
- Danseurs – Carolyn Brown, Merlyn Mitchell, Shane Johnson, Saleema Mubaarak

- Manager – Tony Bulluck

## Concerts
| Date             | Ville     | Pays       | Salle                                    |
| Asie             | Asie      | Asie       | Asie                                     |
| ---------------- | --------- | ---------- | ---------------------------------------- |
| 5 mai 1997       | Osaka     | Japon      | Osaka-jō Hall                            |
| 7 mai 1997       | Osaka     | Japon      | Osaka-jō Hall                            |
| 8 mai 1997       | Osaka     | Japon      | Osaka-jō Hall                            |
| 13 mai 1997      | Tokyo     | Japon      | Tokyo Dome                               |
| 14 mai 1997      | Tokyo     | Japon      | Tokyo Dome                               |
| 20 mai 1997      | Bangkok   | Thaïlande  | Queen Sirikit National Convention Center |
| Océanie          |           |            |                                          |
| 21 mai 1997      | Melbourne | Australie  | Crown Melbourne                          |
| Asie             |           |            |                                          |
| 25 mai 1997      | Taipei    | Taïwan     | Stade municipal                          |
| Amérique du Nord |           |            |                                          |
| 29 mai 1997      | Honolulu  | États-Unis | Aloha Stadium                            |

## Concerts annulés
| Date        | Ville     | Pays      | Salle           |
| ----------- | --------- | --------- | --------------- |
| 22 mai 1997 | Melbourne | Australie | Crown Melbourne |

## Classic Whitney Live
Elle donne deux concerts spéciaux, présentés comme Classic Whitney Live from Washington, DC au DAR Constitution Hall historique de Washington en octobre. Houston interprète quelques-uns de ses plus grands succès, ainsi que certaine de ses chansons et morceaux préférés issus du gospel, saluant ainsi certaines de ses influences, notamment Dionne Warwick, Aretha Franklin et Diana Ross. Le deuxième concert du 5 octobre est diffusé en direct sur la chaîne câblée HBO. Whitney et la Whitney Houston Foundation for Children font don des recettes de la vente de billets, soit plus de 300 000 $, au Children's Defence Fund, une organisation nationale à but non lucratif vouée à donner une voix à tous les enfants d'Amérique, en particulier les enfants pauvres, minoritaires et handicapés.

### Set-list
1. I Will Always Love You
2. I Know Him So Well (duo avec Cissy Houston)
3. Medley de chansons de Dionne Warwick : Walk On By / A House is Not a Home / I Say a Little Prayer / Alfie
4. Medley de chansons d'Aretha Franklin : Baby, I Love You / (Sweet Sweet Baby) Since You've Been Gone / Ain't No Way
5. Mr. Bojangles (chanson de Sammy Davis, Jr.)
6. Abraham, Martin and John
7. Medley de chansons de Diana Ross : God Bless the Child / Endless Love (duo avec Gary Houston) / Ain't No Mountain High Enough / The Boss / Missing You
8. Medley de chansons de George Gershwin : I Loves You, Porgy / Porgy, I's Your Women Now  / Summertime
9. Exhale (Shoop Shoop)
10. I Love the Lord
11. I Go to the Rock
12. The Greatest Love of All
13. Amazing Grace
14. Step by Step (en)
15. I'm Every Woman

### Dates
| Date           | Ville      | Pays       | Lieu                            |
| -------------- | ---------- | ---------- | ------------------------------- |
| 3 octobre 1997 | Washington | États-Unis | Salle de la Constitution du DAR |
| 5 octobre 1997 | Washington | États-Unis | Salle de la Constitution du DAR |